# Антонюк Олександр Анатолійович
Олекса́ндр Анато́лійович Антоню́к (нар. 25 вересня 1971, Кам'янець-Подільський) — український живописець. Член Національної спілки художників України від 2000 року.
1998 року закінчив Прикарпатський університет імені Василя Стефаника.
Серед творів: «Рік бика» (1997), «Човен» (1998), «Моління про чашу» (1998), «Три кроки усвідомлення» (1998), «Перевізник» (2006).
Майбутній художник Олександр Антонюк народився у місті Кам’янець-Подільський. Коли Сашкові було чотири роки його батькові запропонували роботу в Хмельницькому. Тому родина переїхала у обласний центр. 
Батько Олександра — Анатолій Корнійович працював інженером-будівельником та винахідником. Він випробовував на міцність бетонні конструкції. За свою діяльність мав певні нагороди. До речі, Анатолій Корнійович теж мріяв стати художником. Він малював та займався різьбою по дереву. Але стати художником пану Анатолію так і не вдалося. А ось рідний дядько Олександра зумів реалізуватися, як художник та живе у Сполучених штатах Америки. 
Наш земляк в дитинстві мріяв бути археологом чи палеонтологом. Хлопчик постійно малював динозаврів. А ще займався фехтуванням. Археологія та спорт відійшли на задній план коли Олександр віддав перевагу мистецькій освіті. Потрібно зазначити, що саме батько наполіг аби він обрав мистецтво та художню школу. Тренер не хотів відпускати юнака, адже у нього були гарні успіхи і йому пророкували гарні перспективи в фехтуванні. 